# Miguel Jerónimo de Molina
Miguel Jerónimo de Molina y Aragonés también transcrito como Miguel Gerónimo de Molina y Aragonés (Fortanete, 7 de octubre de 1638 – Fonz, 31 de agosto de 1698) fue un religioso español que fue obispo de Malta de 1678 a 1682 y obispo de Lérida desde 1682 hasta su muerte.

## Primeros años
Miguel Jerónimo de Molina nació en Fortanete (Aragón) el 7 de octubre de 1638. La localidad formaba parte de la encomienda de Aliaga de la Orden de los Caballeros Hospitalarios y diversos familiares suyos ocuparon cargos en la administración de dicha orden en el reino de Aragón. En 1648 consta su expediente de limpieza de sangre. Molina mantendría a lo largo de su vida la relación con su localidad natal, a la que donó una escultura de la virgen y una capilla para la iglesia además de varios censos para dotar tres capellanías. Los miembros de su familia mantendrían en los siglos siguientes el derecho a ser enterrados en la capilla familiar, además de celebrarse misas en su honor y ser recordado en la fachada del ayuntamiento.
El 5 de marzo de 1662 fue ordenado sacerdote dentro de la Orden del Hospital. Estudió en el Estudio General que la Orden de Predicadores tenía en Tortosa y durante los siguientes años ocupó varios cargos religiosos como el priorato de Nuestra Señora de la Fuensanta en Villel, un abadazgo en Alcolea y un puesto de inquisidor en Barcelona. Fue también castellán de Amposta, principal cargo de la orden en la Corona de Aragón.

## Obispo de Malta
El papa Inocencio XI le nombró obispo de Malta el 18 de abril de 1678, siendo consagrado el 24 de abril por el cardenal Carlo Pio di Savoia. La isla había sido donada por el emperador Carlos V a la orden del Hospital tras la pérdida de Rodas y era una de las principales bases hospitalarias. Como obispo de Malta realizó una revisión detallada del estado de la diócesis durante una visita al papa Inocencio XI. El obispo Molina también organizó un sínodo para reformar la diócesis y creó dos parroquias nuevas en Gozo: Xewkija y Għarb.

## Obispo de Lérida
El 25 de mayo de 1682 Molina fue nombrado obispo de Lérida, en el Principado de Cataluña, España. Durante su obispado en dicha sede publicó unas constituciones sinodiales en 1691. Murió el 31 de agosto de 1698, a los 59 años, en Fonz, localidad donde los obispos de Lérida tenían un palacio de verano.